# Delfino Dolfin
Delfino Dolfin (1250 circa – dopo il 1310) è stato un nobile, militare e politico italiano.
Dolfin fu un importante esponente della nobiltà veneziana, la cui carriera spaziò tra incarichi politici, diplomatici e militari, servendo come console, bailo di Costantinopoli e comandante militare. Nel 1302 negoziò una tregua con l'imperatore bizantino Andronico II, e nel 1307 ottenne privilegi per il commercio veneziano in Armenia.

## Biografia
Nacque nella potente famiglia Dolfin di Venezia, una delle più antiche e riconosciute famiglie nobili della Serenissima. Fin da giovane seguì il cursus honorum dei giovani nobili veneziani, addestrandosi nell'esercito, nella flotta navale, nella legge e negli affari di Stato.
La cui carriera iniziò nel 1269 con l'elezione al Maggior Consiglio, dove rappresentò il sestiere di Cannaregio. Si distinse presto per le sue capacità giuridiche, ricoprendo ruoli importanti, tra cui quello di giudice al Piovego nel 1284. Nel 1288 fu inviato a Corone, dove rimase per circa due anni, per poi essere nominato bailo a Costantinopoli nel 1293, un ruolo che lo rese ambasciatore e gli permise di negoziare con l'imperatore bizantino Andronico II Paleologo.
Nel 1301, fu chiamato a comandare l'esercito veneziano contro Padova e nel 1302 tornò a Costantinopoli per siglare una tregua di dieci anni con i Bizantini. Durante la sua carriera diplomatica, affrontò anche indagini sulla gestione dei danni tra Venezia e Costantinopoli, ma le sue azioni non influirono negativamente sulla sua carriera. Nel 1306-1307, fu ambasciatore in Armenia, dove ottenne importanti privilegi commerciali per Venezia.
Nel 1308, fu coinvolto nelle trattative per la cessione della città di Ferrara al doge Gradenigo, ma la situazione si complicò quando il Papato minacciò l'interdetto contro Venezia, costringendo la Serenissima a cedere la città. L'ultima notizia documentata di Dolfin risale al 1310, quando ottenne il permesso di rialzare il terreno di una sua proprietà. La sua morte rimane sconosciuta.